# Liliana Cá
Liliana da Silva Cá (née le 5 novembre 1986 à Barreiro) est une athlète portugaise, spécialiste du lancer du disque.

## Biographie
Elle établit, à son retour de compétition, son record personnel en février 2018, avec un lancer à 61,02 m, après une interruption de sa carrière sportive pendant 5 ans, afin d'élever ses enfants entre 2013 et 2017[réf. nécessaire].
En 2021 elle bat le record le record du Portugal du disque, qui tenait depuis 1998 et appartenait à Teresa Machado.

## Palmarès
| Date | Compétition                   | Lieu         | Résultat | Marque  |
| ---- | ----------------------------- | ------------ | -------- | ------- |
| 2005 | Championnats d'Europe juniors | Kaunas       | 2e       | 49,69 m |
| 2007 | Championnats d'Europe espoirs | Debrecen     | 7e       | 51,43 m |
| 2010 | Championnats ibéro-américains | San Fernando | 8e       | 51,91 m |
| 2018 | Jeux méditerranéens           | Tarragone    | 2e       | 60,05 m |
| 2018 | Championnats d'Europe         | Berlin       | 7e       | 58,91 m |
| 2021 | Coupe d'Europe des lancers    | Split        | 1re      | 62,80 m |
| 2021 | Jeux olympiques               | Tokyo        | 5e       | 63,93 m |
| 2022 | Coupe d'Europe des lancers    | Leiria       | 3e       | 60,74 m |
| 2022 | Jeux méditerranéens           | Oran         | 2e       | 63,62 m |
| 2022 | Championnats du monde         | Eugene       | 6e       | 63,99 m |
| 2022 | Championnats d'Europe         | Munich       | 5e       | 63,37 m |
| 2023 | Coupe d'Europe des lancers    | Leiria       | 2e       | 64,32 m |
| 2023 | Championnats du monde         | Budapest     | 8e       | 63,59 m |
| 2024 | Championnats d'Europe         | Rome         | 3e       | 64,53 m |

## Records
| Épreuve          | Marque  | Lieu   | Date        |
| ---------------- | ------- | ------ | ----------- |
| Lancer du disque | 66,40 m | Leiria | 6 mars 2021 |